# Barbados 4–2 Grenada
Vào ngày 27 tháng 1 năm 1994, đội tuyển bóng đá quốc gia Barbados đối đầu đội tuyển bóng đá quốc gia Grenada trong khuôn khổ vòng loại của giải vô địch bóng đá vùng Caribe 1994. Barbados đã giành chiến thắng 4–2 trong hiệp phụ. Trong những phút cuối cùng của thời gian thi đấu chính thức, cả hai đội đều cố gắng phản lưới nhà. Trận đấu này được miêu tả như là "một trong những trận đấu kì lạ nhất lịch sử bóng đá".
Tại giải vô địch bóng đá vùng Caribe 1994, ban tổ chức đã áp dụng một biến thể khác của luật bàn thắng vàng như sau: đội bóng ghi được bàn thắng đầu tiên trong hiệp phụ chưa được tính là bàn thắng vàng, mà đội bóng ấy phải là đội đầu tiên ghi được hai bàn thắng trong hiệp phụ mới được tính là một bàn thắng vàng. Trước trận đấu, Barbados phải chiến thắng Grenada với cách biệt ít nhất là hai bàn mới có thể lọt vào vòng chung kết. Barbados đã dẫn trước 2–0 cho tới khi Grenada rút ngắn tỷ số xuống 2–1 nhờ một bàn thắng vào phút 83. Sau đó, một cầu thủ của Barbados đã cố tình đá phản lưới nhà, đưa trận đấu về tỷ số hòa 2–2 với hy vọng kéo trận đấu vào hiệp phụ và hưởng lợi từ luật bàn thắng vàng để đạt được cách biệt hai bàn như mong đợi. Điều này khiến cho một tình huống hi hữu xảy ra: trong ba phút cuối của hai hiệp chính, Grenada vừa cố gắng phản lưới nhà vừa cố gắng để có thể ghi bàn. Cả hai tỷ số (3–2 cho Barbados hoặc 2–3 cho Grenada) đều sẽ giúp Grenada tiến vào vòng chung kết, trong khi đó Barbados cố gắng phòng ngự ở cả hai cầu môn. Cuối cùng, Barbados đã thành công trong việc ngăn chặn Grenada ghi bàn hoặc phản lưới, khiến cho trận đấu phải bước vào hiệp phụ. Barbados sau đó đã ghi được bàn thắng vàng và giành chiến thắng chung cuộc.
Kết quả của trận đấu đã bị chỉ trích bởi huấn luyện viên James Clarkson của Grenada, ông cho rằng đội bóng của mình đã bị ngăn cản một cách bất công trên hành trình tiến vào vòng chung kết. Tuy nhiên, thực tế là những quy định bất thường của giải đấu đã không bị phá vỡ và FIFA tuyên bố rằng Barbados không chơi phạm luật.

## Bối cảnh
Giải vô địch bóng đá vùng Caribe 1994 là lần tổ chức thứ năm của giải vô địch bóng đá vùng Caribe và được tổ chức tại Trinidad và Tobago. Vòng loại của giải đấu được tổ chức tại vùng Caribe vào đầu năm 1994. Tại thời điểm ấy, FIFA đang thử nghiệm rất nhiều biến thể của các luật lệ ở các giải đấu khác nhau, ban tổ chức giải đấu đã quyết định rằng sẽ áp dụng một biến thể của luật bàn thắng vàng mà bất kì trận đấu nào kết thúc với tỷ số hòa sau 90 phút chính thức sẽ bước vào hiệp phụ và đội nào ghi được hai bàn thắng trước sẽ được tính như một bàn thắng vàng. Ba đội tuyển bao gồm Barbados, Grenada và Puerto Rico được chia vào bảng 1, tổ chức theo thể thức thi đấu vòng tròn. Ngày 23 tháng 1, trận đấu mở màn đã diễn ra tại Barbados, nơi đội chủ nhà thất thủ 0–1 trước Puerto Rico. Hai ngày sau, Grenada đánh bại Puerto Rico 2–0 nhờ bàn thắng vàng trong hiệp phụ. Kết quả này giúp Grenada đứng đầu bảng đấu với 3 điểm và hiệu số bàn thắng thua là +2. Vì vậy, cách duy nhất để Barbados vào được vòng chung kết là họ phải thắng Grenada với cách biệt ít nhất là hai bàn.
Bảng xếp hạng trước khi trận đấu diễn ra:
| Đội         | ST | T | H | BT | BB | HS | Đ |
| ----------- | -- | - | - | -- | -- | -- | - |
| Grenada     | 1  | 1 | 0 | 2  | 0  | +2 | 3 |
| Puerto Rico | 2  | 1 | 1 | 1  | 2  | −1 | 3 |
| Barbados    | 1  | 0 | 1 | 0  | 1  | −1 | 0 |

| Barbados | 0–1 | Puerto Rico |
| -------- | --- | ----------- |
|          |     |             |

| Grenada | 2–0 (s.h.p.) | Puerto Rico |
| ------- | ------------ | ----------- |
|         |              |             |

## Trận đấu

Tình huống đá phản lưới nhà của hậu vệ Terry Sealey

Trận đấu được tổ chức trên Sân vận động Quốc gia Barbados tại Saint Michael.
Trận đấu khởi đầu suôn sẻ với Barbados khi họ đã ghi được hai bàn thắng đầu tiên, thiết lập nên cách biệt hai bàn mà họ cần. Tuy nhiên, cục diện trận đấu đã xoay chiều khi Grenada rút ngắn tỷ số, điều đó sẽ giúp họ giành quyền vào vòng chung kết trừ khi Barbados có thể ghi thêm bàn thắng.
Barbados đã cố gắng để ghi bàn trong vài phút tiếp theo, nhưng khi thời gian dần cạn kiệt, họ đã thay đổi chiến thuật khác: đưa trận đấu về kết quả hòa để họ có thể cố gắng ghi được hai bàn thắng trong hiệp phụ đồng nghĩa với một bàn thắng vàng. Phút thứ 87, họ dừng việc tấn công, đưa bóng về cho hai cầu thủ là hậu vệ Terry Sealey và thủ môn Horace Stoute chuyền qua lại cho nhau trước khi Sealey cố tình phản lưới nhà để đưa trận đấu về tỷ số hòa 2–2.
Với việc thời gian thi đấu chính thức chỉ còn ba phút, những cầu thủ Grenada đã đoán được ý đồ của Barbados và đồng thời họ cũng nhận ra rằng họ vẫn sẽ vượt qua vòng loại với trận thua tối thiểu dù có ghi bàn vào lưới của chính họ (hay của đối phương) đi chăng nữa. Điều này khiến cho những phút thi đấu chính thức cuối cùng trở nên nực cười khi Grenada cố gắng ghi bàn (còn Barbados cố gắng phòng ngự) ở cả hai cầu môn. Barbados đã phòng ngự thành công trong ba phút cuối cùng.
Với việc 90 phút thi đấu chính thức kết thúc với tỷ số 2–2, trận đấu phải bước vào hiệp phụ (mặc dù điều này là không cần thiết) với việc một "bàn thắng vàng" tương ứng với hai bàn thắng. Trevor Thorne là người đã ghi bàn thắng vàng quyết định giúp Barbados vượt qua vòng loại với tỷ số 4–2.

### Chi tiết
| Barbados                        | 4–2 (s.h.p.)   | Grenada                       |
| ------------------------------- | -------------- | ----------------------------- |
| ? ?' · ? ?' · Trevor Thorne 94' | Video trận đấu | ? ?' · Terry Sealy 87' (l.n.) |

| Barbados | Granada |

Kết quả cuối cùng của bảng đấu:
| Đội         | ST | T | B | BT | BB | HS | Đ |
| ----------- | -- | - | - | -- | -- | -- | - |
| Barbados    | 2  | 1 | 1 | 4  | 3  | +1 | 3 |
| Grenada     | 2  | 1 | 1 | 4  | 4  | 0  | 3 |
| Puerto Rico | 2  | 1 | 1 | 1  | 2  | −1 | 3 |

## Phản ứng
Trận đấu không gây được nhiều sự chú ý mặc dù đã được nhắc tới trên tờ báo The Guardian của Vương Quốc Anh và The Times. Câu chuyện này đã được kể lại trong một cuốn sách có tên là Sports Law vào năm 2005. Sự thiếu chú ý ngay lập tức đã khiến cho trận đấu như trở thành một truyền thuyết đô thị trong bóng đá.
Trong buổi họp báo sau trận đấu, huấn luyện viên James Clarkson của Grenada cho biết:
Tôi cảm thấy bị lừa bịp. Người lên ý tưởng cho những luật lệ như vậy có lẽ mà một ứng cử viên sáng giá cho nhà thương điên.... Trận đấu không bao giờ nên được chơi với quá nhiều cầu thủ chạy trên sân mà không biết mình phải làm gì. Đội của chúng tôi thậm chí còn không biết nên tấn công vào khung thành của ai: của họ hay của chúng tôi. Tôi chưa từng thấy một trận đấu nào như vậy cả. Trong bóng đá, điều bạn cần làm là cố gắng tấn công lên khung thành của đối phương để giành chiến thắng, chứ không phải giúp đối thủ ghi bàn.

Luật bàn thắng vàng này được áp dụng trong năm trận thuộc vòng loại giải vô địch bóng đá vùng Caribe 1994 và ban tổ chức đã phải bãi bỏ nó sau khi giải đấu kết thúc. Mặc dù pha phản lưới nhà của Barbados cực kì phi thể thao, FIFA đã quyết định không trừng phạt họ vì họ đã chơi theo cách tối ưu nhất có thể trong hoàn cảnh đó.

## Sau trận đấu
Tại giải vô địch bóng đá vùng Caribe 1994, Barbados chỉ có thể giành được vị trí thứ ba khi họ nằm ở bảng A, bị loại sau khi hòa Guadeloupe, Dominica và thất bại trước đội chủ nhà Trinidad và Tobago, đội này sau đó cũng lên ngôi vô địch.
| Đội                | ST | T | H | B | BT | BB | HS  | Đ |
| ------------------ | -- | - | - | - | -- | -- | --- | - |
| Trinidad và Tobago | 3  | 2 | 1 | 0 | 7  | 0  | +7  | 7 |
| Guadeloupe         | 3  | 1 | 2 | 0 | 7  | 2  | +5  | 5 |
| Barbados           | 3  | 0 | 2 | 1 | 3  | 5  | −2  | 2 |
| Dominica           | 3  | 0 | 1 | 2 | 1  | 11 | −10 | 1 |

| Barbados | 1–1 | Dominica |
| -------- | --- | -------- |
|          |     |          |

| Trinidad và Tobago | 2–0 | Barbados |
| ------------------ | --- | -------- |
|                    |     |          |

| Guadeloupe | 2–2 | Barbados |
| ---------- | --- | -------- |
|            |     |          |